# D. Honnenahalli, Channarayapatna
D. Honnenahalli là một làng thuộc tehsil Channarayapatna, huyện Hassan, bang Karnataka, Ấn Độ.